# Révolte de Bohême
Guerre de Trente Ans
La révolte de Bohême (allemand : Böhmischer Aufstand; tchèque : České stavovské povstání) est un soulèvement de la Couronne de Bohême contre le règne de la dynastie des Habsbourg. Cet évènement est un déclencheur de la guerre de Trente Ans.
La couronne de Bohême est alors majoritairement peuplée de protestants, principalement des hussites utraquistes, mais également par une importante minorité d'origine allemande, proche des idées luthériennes. Le conflit s'achève lors de la bataille de la Montagne Blanche, où les troupes de Bohême sont défaites. À l'issue du conflit, la Contre-Réforme s'engage sur les terres de Bohême.

## Rébellion
Sans héritier, l'empereur Matthias cherche à assurer une transition ordonnée de son vivant en faisant élire son héritier dynastique, le catholique Ferdinand de Styrie (qui deviendra plus tard Ferdinand II, Saint Empereur romain) aux trônes royaux séparés de Bohême et de Hongrie. Craignant de perdre les droits religieux qui leur avaient été accordés par l'empereur Rodolphe II dans sa Lettre de Majesté, les dirigeants protestants de Bohême, lui préfèrent le protestant Frédéric V, électeur du Palatinat. En 1617, Ferdinand est dûment élu par les États de Bohême pour devenir le prince héritier, et, à la mort de Matthias, le prochain roi de Bohême.
Le roi élu envoie alors deux conseillers catholiques comme ses représentants au château de Prague en mai 1618, pour administrer le royaume en son absence. Le 23 mai 1618, une assemblée de protestants s'emparent des deux hommes et les jettent (ainsi que le secrétaire Philippe Fabricius) par la fenêtre du palais, qui se trouvait à quelque 17 mètres du sol. Cet événement, connu sous le nom de (deuxième) défenestration de Prague, déclenche la révolte de Bohême. Peu à peu, le conflit s'étend à tout le royaume, y compris la Bohême, la Silésie, la Haute et la Basse-Lusace, et la Moravie. Le conflit religieux s'étend finalement à l'ensemble du continent européen, impliquant la France, la Suède et un certain nombre d'autres pays.
La mort de l'empereur Matthias enhardit les chefs protestants rebelles: les faiblesses de Ferdinand (désormais officiellement sur le trône après la mort de l'empereur Matthias) et des Bohémiens eux-mêmes ont conduit à la propagation de la guerre en Allemagne de l'Ouest. Ferdinand a été contraint d'appeler son cousin, le roi Philippe III d'Espagne, pour obtenir de l'aide. La Couronne espagnole a intérêt à maintenir le Saint-Empire romain germanique comme un allié stable : une route commerciale stratégique, la "Route espagnole", s'étendait de la Méditerranée à Bruxelles.
Les Bohémiens, à la recherche d'alliés contre l'empereur, demandent à être admis dans l'Union protestante, dirigée par leur premier candidat au trône de Bohême, le calviniste Frédéric V, électeur palatin. Les Bohémiens offrent à Frédéric le trône de Bohême en échange de sa protection. Cependant, des offres similaires sont faites par d'autres membres des États de Bohême au duc de Savoie, à l'électeur de Saxe et au prince de Transylvanie : les Autrichiens rendent public ces échanges. Malgré ces problèmes entourant leur soutien, la rébellion a d'abord favorisé les Bohémiens. Ils sont rejoints dans la révolte par une grande partie de la Haute-Autriche, dont la noblesse est alors principalement luthérienne et calviniste. La Basse-Autriche se révolte peu de temps après et, en 1619, le comte Heinrich Matthias von Thurn mène une armée sur Vienne.

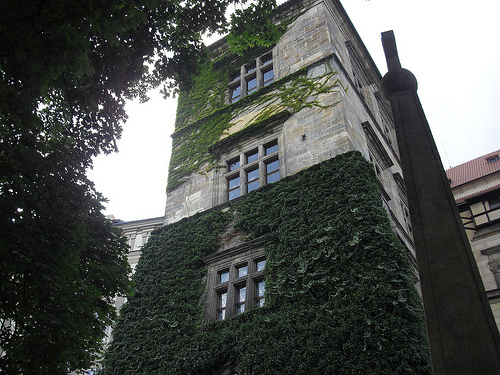
La fenêtre (deuxième étage) où la deuxième défenestration a eu lieu.
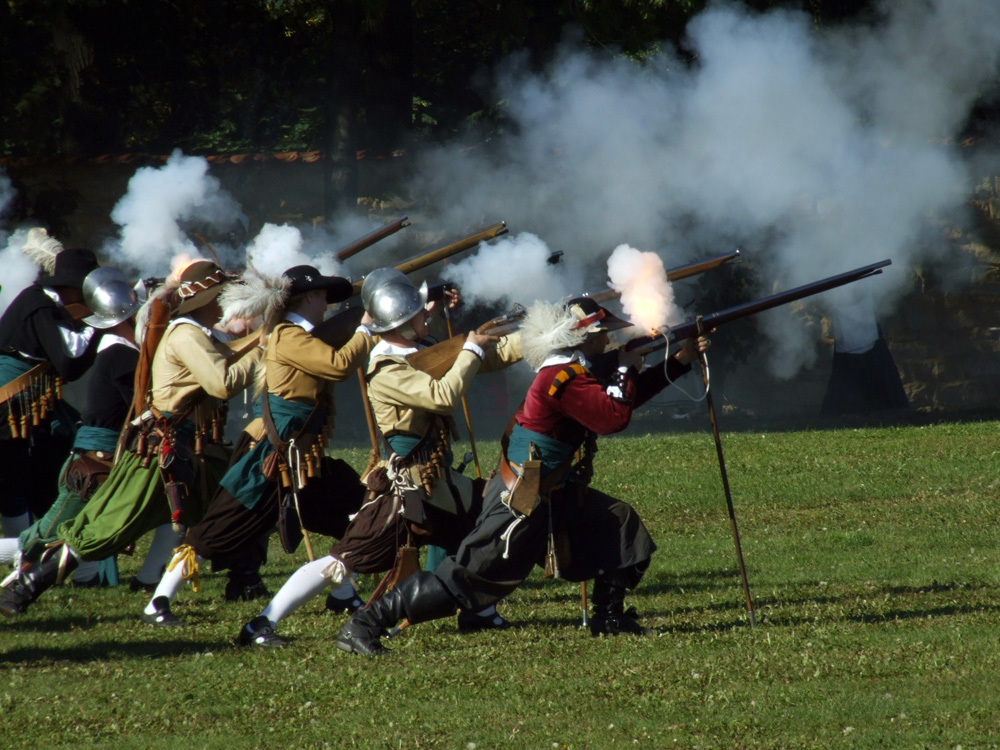
Reconstitution historique de la bataille de la Montagne-Blanche

## Défaite de la révolte

Peinture contemporaine montrant la bataille de la Montagne Blanche (1620), où les forces impériales sous Johann Tserclaes, le comte de Tilly ont remporté une victoire décisive.

Les Espagnols envoient une armée de Bruxelles sous le commandement d'Ambrosio Spinola pour soutenir l'empereur. En outre, l'ambassadeur d'Espagne à Vienne, Don Íñigo Vélez de Oñate, persuade la Saxe protestante d'intervenir contre la Bohême en échange du contrôle de la Lusace, et de l'investissement près de deux millions de ducats dans l'approvisionnement et le paiement de l'armée.
L'armée de la Ligue catholique (qui comprenait René Descartes dans ses rangs en tant qu'observateur) pacifient la Haute-Autriche, tandis que les forces impériales sous Jean t'Serclaes, comte de Tilly, pacifiaient la Basse-Autriche. Les deux armées se rejoignent, et marchent au nord vers la Bohême, Ferdinand II défait définitivement Frédéric V à la bataille de la Montagne Blanche, près de Prague, le 8 novembre 1620. À la suite de cette défaite, le Royaume de Bohème restera près de trois cents ans sous la domination des Habsbourg.
Cette défaite  conduit à la dissolution de la Ligue de l'Union évangélique et à la perte des avoirs de Frédéric V. Frédéric est exclu du Saint-Empire romain germanique et ses territoires, le Palatinat rhénan, sont cédés à des nobles catholiques. Son titre d'électeur du Palatinat est offert à son lointain cousin, le duc Maximilien de Bavière. Frédéric s'exile à l'étranger et tente de susciter un soutien pour sa cause en Suède, aux Pays-Bas et au Danemark.
Alors que la rébellion s'effondre, la confiscation généralisée des biens et la suppression de la noblesse assurent le retour du pays du côté catholique après plus de deux siècles de dissensions hussites et autres dissensions religieuses. Cependant, alors que la Bohême est annexée par la Couronne autrichienne, d'autres régions poursuivent leur révolte pendant plusieurs années. Cela a pour effet de faire intervenir des éléments de l'Union protestante qui avaient porté un coup sévère à leur crédibilité par leur refus de soutenir les révolutionnaires de Bohême.